# برده رش (بوالحسن)
برده رش یک منطقهٔ مسکونی در ایران است که در دهستان بوالحسن واقع شده‌است. براساس سرشماری مرکز آمار ایران در سال ۱۳۹۵، برده رش ۲۱۱ نفر جمعیت دارد.